# Antonius Hambroeck

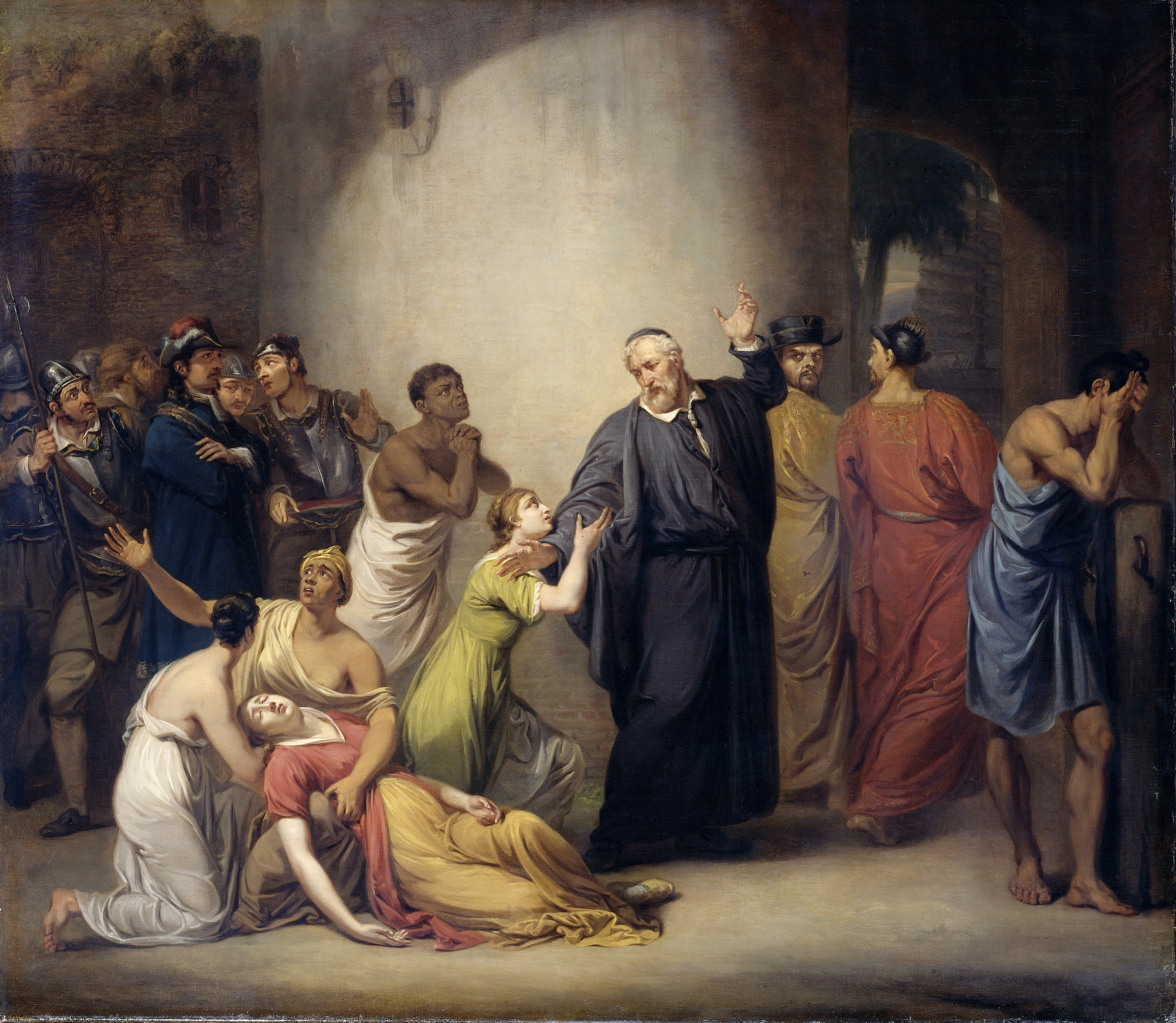
De zelfopoffering van predikant Hambroeck op Formosa. Geromantiseerde 19e-eeuwse voorstelling door Jan Willem Pieneman

Antonius Hambrouck (Rotterdam, 1607 – Formosa, 1661) was zendeling op Formosa van 1648 tot 1661, toen Formosa een deel was van het Nederlands koloniale rijk.
Antonius' vader, Cornelis Antonisz van Hambrouck, was poorter van Rotterdam en bezat in en om Rotterdam verschillende onroerende goederen.
Hambrouck studeerde vanaf 1624 voor predikant aan de Universiteit van Leiden en werd in 1632 predikant te Schipluiden. Later dat jaar trouwde hij met Anna Moij uit Leiden.
In april 1646 vertrok Hambrouck op het schip Nieuw Rotterdam onder achterlating van een groot aantal schulden naar Nederlands-Indië. Hij werd dominee en vertegenwoordiger van de VOC in Mattau op Formosa. Hambrouck werkte mee aan de vertaling van de Bijbel in het Formosaans.
in oktober 1660 werd Formosa bezet door een grote Chinese legermacht. 
Hambroek werd met zijn vrouw en twee kinderen gevangen genomen bij de aanval van de Chinese krijgsheer Zheng Chenggong. Hij werd door Zheng Chenggong als boodschapper gestuurd naar Frederick Coyett, de gouverneur van Formosa om de overgave van Fort Zeelandia te eisen en dat de Nederlanders Formosa zouden verlaten. Als Hambroek met slecht nieuws terug zou keren, dan zou hij worden gedood. Als hij niet terug zou keren zouden zijn vrouw en kinderen gedood worden. Op 24 mei 1661 verscheen de deputatie voor de wallen van het kasteel. In plaats van overgave te eisen, spoorde Hambroeck echter Coyett en de zijnen aan te volharden in de strijd. 
Coyett weigerde zich over te geven. Bij de terugkeer van Hambroek in het kamp van Zheng Chenggong werd hij, en anderen, enkele maanden later onthoofd. 
Na het beleg van Fort Zeelandia nam Zheng Chenggong, volgens geruchten, de dochter van Hambroek als zijn concubine. Andere Nederlandse vrouwen werden tot slaaf gemaakt en verkocht aan Chinese soldaten.
De schrijver Joannes Nomsz schreef in 1775 een toneelstuk over het martelaarschap van Hambroek: “Antonius Hambroek, of de belegering van Formoza”.  Het stuk, dat vooral ging over het martelaarschap van Hambroek en de slavernij van zijn dochters, had veel succes. Het lot van blanke slavinnen bij andere culturen kreeg veel belangstelling.

## Wetenswaardigheden
- Hambrouck ging in 1637/38 met Maarten Harpertz Tromp als vlootpredikant mee in een actie tegen de Duinkerker kapers
- Hambrouck bereikte in de negentiende eeuw de status van nationale figuur, in grootte vergelijkbaar met Jan van Schaffelaar of Michiel de Ruyter.